# Jose Baxter
Jose Baxter (7 de febrero de 1992) es un exfutbolista inglés que jugaba de centrocampista.

## Carrera
Jugó para la selección inglesa sub-16 y sub-17, habiendo participado en el Campeonato Europeo Sub-17 de la UEFA 2009. Además, también lo hizo para el Everton F. C., equipo del que era canterano. Posteriormente pasó por varios equipos ingleses y probó suerte en los Estados Unidos. Se retiró en agosto de 2021 con 29 años de edad.

## Vida personal
Baxter fue uno de los tres detenidos en octubre de 2009, bajo sospecha de posesión de cannabis y de dinero falso.

## Clubes
| Club                           | País           | Año       |
| ------------------------------ | -------------- | --------- |
| Everton F. C.                  | Inglaterra     | 2008-2012 |
| Tranmere Rovers F. C. (cedido) | Inglaterra     | 2011-2012 |
| Oldham Athletic A. F. C.       | Inglaterra     | 2012-2013 |
| Sheffield United F. C.         | Inglaterra     | 2013-2016 |
| Everton F. C.                  | Inglaterra     | 2017-2018 |
| Oldham Athletic A. F. C.       | Inglaterra     | 2018-2019 |
| Plymouth Argyle F. C.          | Inglaterra     | 2019      |
| Memphis 901 F. C.              | Estados Unidos | 2020      |